# Ned Lamont
Edward Miner Lamont Jr., detto Ned (Washington, 3 gennaio 1954), è un politico statunitense, governatore del Connecticut a partire dal 9 gennaio 2019.

## Biografia
Lamont nasce a Washington nel 1954 da padre statunitense e madre portoricana. Il padre lavorava come economista al piano Marshall e in seguito prestò servizio al dipartimento della casa e dello sviluppo urbano durante la presidenza di Richard Nixon, mentre la madre lavorò come membro dello staff del senatore Estes Kefauver. All'età di sette anni si trasferisce con la famiglia a Long Island. In seguito frequenta la Phillips Exeter Academy di Exeter, nel New Hampshire, dove si laurea nel 1972. Si laurea in sociologia all'Università di Harvard e in economia all'Università Yale.
Nel marzo 2006 annuncia pubblicamente di correre alla carica di senatore per lo stato del Connecticut contro il senatore uscente Joe Lieberman, con cui però perse con il 39,7% dei voti contro il 49,7% dell'avversario. Nel 2010 annuncia la sua candidatura a governatore del Connecticut ma perse le primarie democratiche contro lo sfidante Dan Malloy, il quale alle elezioni risultò eletto. Ritentò nel 2018 dopo il rifiuto del governatore Malloy di ricandidarsi per un terzo mandato e questa volta vinse contro il repubblicano Bob Stefanowski.